# 达源号钱庄
达源号钱庄位于中国浙江省衢州市柯城区信安街道水亭门历史文化街区内柴家巷2号-14号，建于清代，后曾用作染纸作坊，现分割为多座民居。建筑整体坐东朝西，由四组建筑组成，均采用城墙砖实砌，大门上方存有砖雕钱纹图案，主体建筑平面呈“日”字形，由前厅、前楼和后楼组成，其中前厅面阔五间，前楼和后楼面阔均为五间两层，内部密室、暗室众多。